# 싸이언 카페
싸이언 카페(CYON Cafe)는 LG전자가 2010년 4월 15일에 출시한 휴대 전화이다.